# Mirror, Mirror (Star Trek: The Original Series)
"Mirror, Mirror" é o quarto episódio da segunda temporada da série de ficção científica Star Trek. que foi ar ar em 6 de outubro de 1967 pela NBC. Foi escrito por Jerome Bixby e dirigido por Marc Daniels.
No enredo, um problema do transporte faz Kirk e seus companheiros viajarem até um universo paralelo, onde a Enterprise é uma nave do Império Terrano, uma organização tão má como a Federação Unida dos Planetas é benevolente.

## Enredo
Depois de falhar em persuadir o Conselho Halkan a permitir que a Federação minere cristais de dilítio no planeta, o Capitão James T. Kirk, junto com o Dr. Leonard McCoy, Scotty e Uhura, retornam para Enterprise. Uma inesperada tempestade iônica causa um mal funcionamento do transporte, e o grupo de desembarque é transportado para uma Enterprise não familiar.
O grupo percebe que algo está errado quando eles chegam na plataforma do transporte: um Spock com cavanhaque viciosamente tortura o chefe do transporte, Tenente Kyle, por descuido que quase resultou na perda do capitão da nave. Kirk deduz que eles devem ter trocado de lugar com suas contrapartes de um universo paralelo, que o grupo de desembarque deste universo deve estar agora a bordo da Enterprise do universo normal, e que eles devem fingir ser suas contrapartes até encontrarem um jeito de voltar para casa. Nesse universo paralelo, a USS Enterprise é chamada de "Nave Estelar Imperial" ou ISS Enterprise, e que o brutal Império Terrano substituiu a Federação. Oficiais sobem de patente assassinando seus superiores (com Kirk descobrindo isso quando Chekov quase consegue matá-lo), e como resultado todos os oficiais de alta patente devem contratar guarda-costas. Torturar subordinados—via surras, agonizador ou "Cabine de Agonia"—é um meio aceitável de disciplina.
Enquanto isso, a bordo da USS Enterprise, Spock nota mudanças de personalidade no grupo de desembarque e ordena que a segurança prenda todos. Spock acaba chegando a mesma conclusão que Kirk: a tempestade iônica deve ter aberto uma ligação entre os dois universos, e que os grupos de desembarque trocaram de lugar.
Na ISS Enterprise, Kirk vai aos aposentos do capitão, que é bem diferente do seu. Ele descobre que o Kirk-espelho recebeu ordens de aniquilar os halkans se eles recusarem o "pedido" da Enterprise de cristais de dilítio; horrorizado, ele estuda os registros de sua contraparte. Nesse universo, Kirk conseguiu o comando da Enterprise assassinando o Capitão Christopher Pike e foi responsável por massacrar mais de 5.000 colonos em Delta IX, entre outras atrocidades.
Spock-espelho informa Kirk que a nave está pronta para atacar os halkans. Desesperado, Kirk ordena um adiamento de 12 horas no ataque. Isso desperta a curiosidade de Spock-espelho, mas ele obedece as ordens. Ele sim reporta as atividades de seu capitão para o Comando Imperial, e recebe ordens para matá-lo se Kirk não destruir os halkans.
Tendo falhado em sabotar os sistemas de armas, Scotty e McCoy trabalham secretamente para descobrir o que aconteceu com o transporte. Enquanto Scotty procura um modo de fazê-los retornar para o universo correto, Kirk volta para seus aposentos e encontra a linda Tenente Marlena Moreau, que refere a si mesma como "Mulher do Capitão". Ela evidentemente está se cansando do Kirk-espelho. Marlena mostra a Kirk o Campo Tantalus, um dispositivo nos aposentos do capitão que secretamente pode monitorar qualquer um a bordo, e "eliminá-lo" se assim desejado. Quando ela a impede de eliminar o Spock-espelho, Marlena percebe que algo está errado—seu Kirk nunca teria hesitado.
Kirk banca o Spock-espelho enquanto sua equipe procura um modo para voltar, porém Spock suspeita. Spock, não querendo o comando da ISS Enterprise, já que isso o faria alvo de tentativas de assassinato, decide estudar o capitão.
Scotty conseguiu, com a ajuda de McCoy, fazer as conexões necessárias para voltarem. Sulu-espelho, o chefe da segurança, é distraído de seus monitores no momento da conexão por Uhura. Kirk chega à sala do transporte, porém o Spock-espelho aponta um fazer para ele e o leva para a enfermaria, onde todo o grupo de desembarque está reunido. Nas duas lutas subsequentes, Kirk deixa o vulcano e Sulu inconscientes (com Marlena tendo eliminado os capangas de Sulu com o Tantalus). Uhura, Kirk e Scotty se dirigem para a sala do transporte, enquanto mcCoy fica para trás cuidando do Spock-espelho. Na sala do transporte, eles encontram Marlena, que conhece os fatos e pede para ir junto. Kirk recusa dizendo que a energia é para apenas quatro pessoas. Marlena persiste e é desarmado por Uhura.
Spock-espelho volta a si, e rapidamente faz um elo mental com McCoy. Ele descobre a troca e decide operar o transporte para que todos retornem para seus respectivos universos. Isso convence Kirk de que o Spock-espelho é ainda um vulcano ético guiado pela lógica. Kirk sugere que um sistema parecido com o da Federação é mais lógico que um Império cruel e bárbaro. Spock, todavia, diz que é preciso ter poder; Kirk o informa sobre o Tantalus e o Spock-espelho concorda em considerar a ideia.
A bordo da USS Enterprise, Spock decide tentar a sequência de transporte ao mesmo tempo que a ISS Enterprise. A troca é bem sucedida. No final Kirk, encontra a versão da Tenente Monreau de seu universo, comentando para Spock que ambos poderiam ser "bons amigos". Spock também comenta que a atitude das contrapartes espelho foram refrescantes, "a própria essência da humanidade".

## Remasterização
"Mirror, Mirror" foi remasterizado em 2006 e foi ao ar pela primeira vez em 11 de novembro de 2006 como parte da remasterização completa da série original. Foi precedido na semana anterior por "The Trouble with Tribbles" e seguido por "Space Seed". Além da remasterização de áudio e vídeo, e das animações em computação gráfica para a USS Enterprise que são padrões entre as revisões, mudanças específicas para o episódio incluem:

A "ISS" Enterprise da versão remasterizada de "Mirror, Mirror".

- O planeta dos halkans foi melhorado para parecer mais realista.
- O efeito de transição entre os universos foi suavizado e retrabalho com um efeito de aproximação.
- A ISS Enterprise foi mudada, agora lembrando mais a Enterprise do segundo piloto. Os coletores Bussard na frente das naceles não possuem os efeitos de luzes e possuem antenas. A parte de trás das naceles possuem os exaustores da versão inicial da série ao invés de um domo. A ponte é mais alta, a antena defletora é maior e o casco possui a pintura "ISS Enterprise".
- O agonizador que Spock usa em Kyle brilha e solta fagulhas quando é ativado.
- A Cabine de Agonia que Chekov é colocado agora brilha com energia vermelha.
- O efeito do Tantalus foi aprimorado.

## Recepção

A contraparte "espelho" de Spock em "Mirror, Mirror".

Zack Handlen da The A.V. Club deu a "Mirror, Mirror" uma nota "A", dizendo que mesmo quarenta anos depois o episódio "ainda é espetacular" e conclui escrevendo que "É extremamente influente, emocionante e, claro, um pouco bobo. Eu não gostaria que você de outro jeito". "Mirror, Mirror" é listado tanto pela Entertainment Weekly como pela IGN como o terceiro melhor episódio da série.